# Mepha
Die Mepha Schweiz AG mit Sitz in Basel ist ein Schweizer Pharmaunternehmen. Zum Unternehmen gehören die Mepha Pharma AG und die Teva Pharma AG. Die Mepha Schweiz AG vermarktet rund 300 Produkte, davon 250 Generika sowie rezeptfreie Medikamente, Nahrungsergänzungsmittel, Medizinprodukte und Originale, letztere in den Bereichen zentrales Nervensystem, Atemwegserkrankungen und Onkologie. Insgesamt vertreibt die Mepha Pharma AG 1'100 unterschiedliche Verpackungen ihrer Produkte und die Teva Pharma AG 179 verschiedene Packungen. Das Produkteportfolio deckt ein breites Spektrum an Therapiegebieten ab und wird über Apotheken, selbstdispensierende Arztpraxen, Drogerien und Spitäler vertrieben. Seit 2011 ist das Unternehmen Teil der Teva-Gruppe, einer der weltweit führenden Unternehmen im Generikamarkt.

## Hintergrund
Das 1949 gegründete Unternehmen beschäftigt 161 Mitarbeitende (Stand September 2023) und erwirtschaftete 2021 einen Umsatz von 393 Millionen Franken.
Insgesamt verkaufte Mepha Schweiz 2022 total 21,9 Millionen Medikamentenpackungen, was einem Wachstum gegenüber dem Vorjahr von 19 Prozent entspricht.
Bezogen auf die Anzahl der verkauften Packungen ist die Marke Mepha mit dem Regenbogenlogo die meistverkaufte Medikamentenmarke in der Schweiz.
Mit einem Marktanteil von rund 43 Prozent ist die Mepha Pharma AG die führende Generikaanbieterin in der Schweiz.

## Tätigkeitsgebiet
Mepha Schweiz vertreibt Medikamente in den folgenden Indikationsgebieten:
- Allergien, Pneumologie
- Dermatologie, Antimykotika
- Infektiologie
- Gastroenterologie
- Angiologie, Kardiologie
- Antiadiposita, Diabetologie
- Gynäkologie
- Hormone, Stoffwechsel
- Kortikosteroide, Rheumatologie, Schmerztherapie
- ZNS
- Diuretika
- Ophthalmologie
- Urologie
- HNO
- Unterstützende Raucherentwöhnung
- Nahrungsergänzungsmittel, Supplemente
- Onkologie
- Immunologie